# Een vrouw met een kind in een kelderkamer
Een vrouw met een kind in een kelderkamer is een schilderij van Pieter de Hooch dat hij rond 1656-60 maakte. Het wordt tentoongesteld in de eregalerij van het Rijksmuseum in Amsterdam. Het was het eerste werk van de kunstenaar dat in een museum belandde.

## Voorstelling
De Hooch staat bekend om zijn interieurs met fraaie tegelpatronen en doorkijkjes. Beide elementen zijn aanwezig op Een vrouw met een kind in een kelderkamer, waarop twee deuren zicht geven op andere vertrekken en een klein stukje van de buitenwereld. Links is een kelder te zien die verlicht wordt door een klein venster. Er staat een groot vat met een kleine schotel eronder om de druppels van het kraantje op te vangen. Waarschijnlijk heeft de vrouw de kan uit Raeren of het Westerwald die ze in haar hand heeft hier net gevuld. Een jongetje strekt zijn handen uit om de inhoud te kunnen bekijken. Omdat het kind lang haar heeft en een jurk draagt, is het in het verleden aangezien voor een meisje. Het was in de zeventiende eeuw echter gebruikelijk dat kleine jongens een jurk droegen. De banden aan de achterkant dienden om het kind vast te houden als het begon te lopen. De rechter deur geeft toegang tot de voorkamer waar het grote openstaande raam veel licht binnenlaat. Onder een portret van een man staat een stoel met een kussen. De houten verhoging waar het meubelstuk op staat, een zogenaamd 'zoldertje', moest verhinderen dat de kou van de vloer optrok.
De Hooch gebruikte dit interieur op nog een werk, Vrouw met een baby op haar schoot en een klein kind. Op dit schilderij is de kelder echter niet zichtbaar en is de voorkamer veel donkerder, omdat een luik gesloten is. Het schilderij dat boven de vrouw met de baby aan de muur hangt, haalde de schilder weg op Een vrouw met een kind in een kelderkamer, waarschijnlijk omdat de vrouw daar staand is weergegeven.

## Herkomst
Het schilderij is in bezit geweest van een aantal belangrijke Nederlandse verzamelaars.
- Isaac Walraven, schilder en kunstverzamelaar, die ook Kaartspelers in een zonovergoten ruimte bezat.
- Jan Jacob de Bruyn, die ook Het melkmeisje bezat. Op de veiling van zijn collectie, bracht het schilderij van De Hooch veel meer op dan het werk van Vermeer[2].
- Pieter de Smeth van Alphen, koopman en bankier uit een adellijk geslacht. Hij had ook De binnenplaats van een huis in Delft in bezit.
- Anna Maria Ebeling, tekenaar en een van de weinige vrouwelijke verzamelaars. In 1817 werd haar verzameling geveild en kocht het Rijksmuseum het schilderij.

## Afbeeldingen

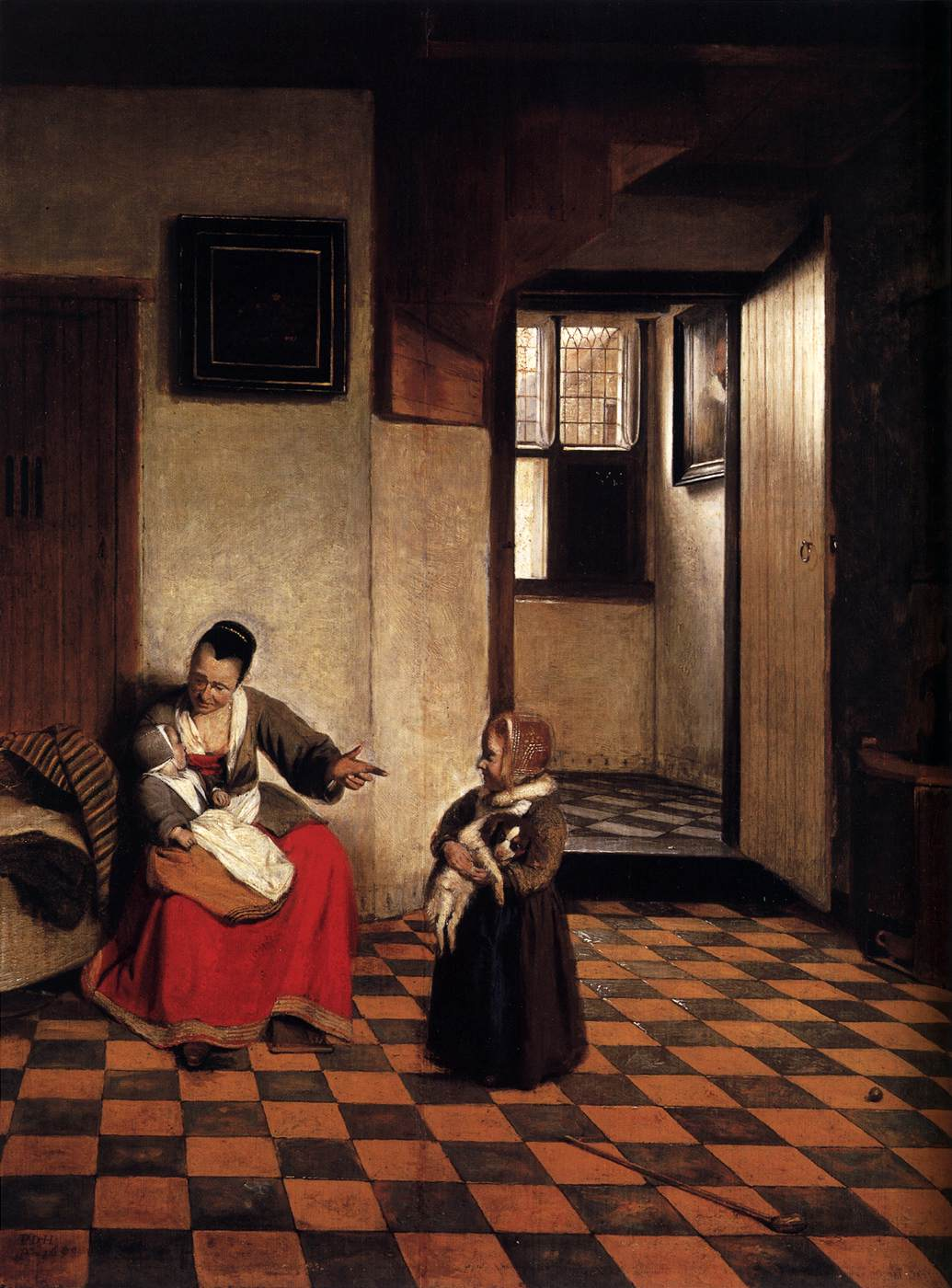
Vrouw met een baby op haar schoot en een klein kind (1658)
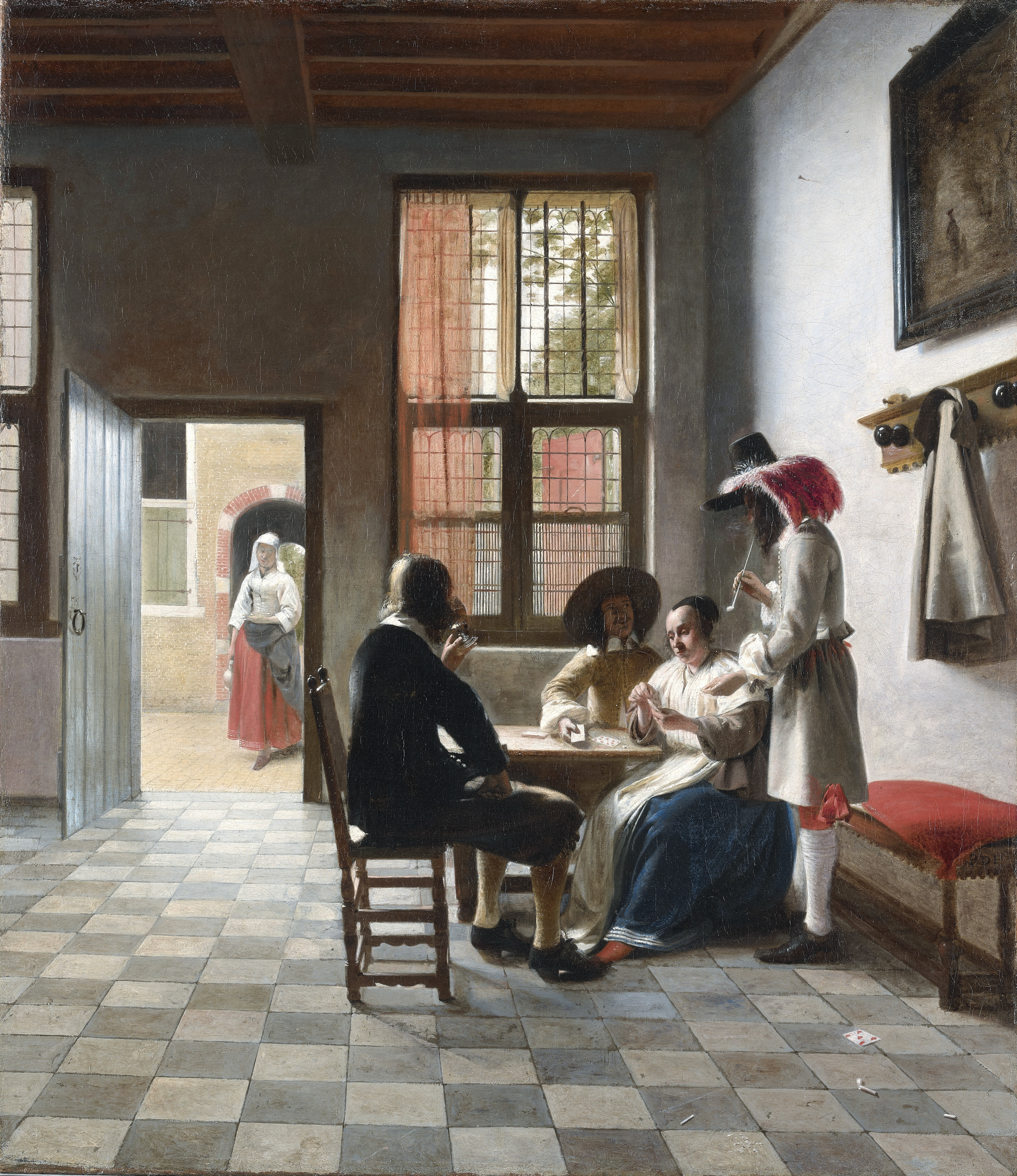
Kaartspelers in een zonovergoten ruimte
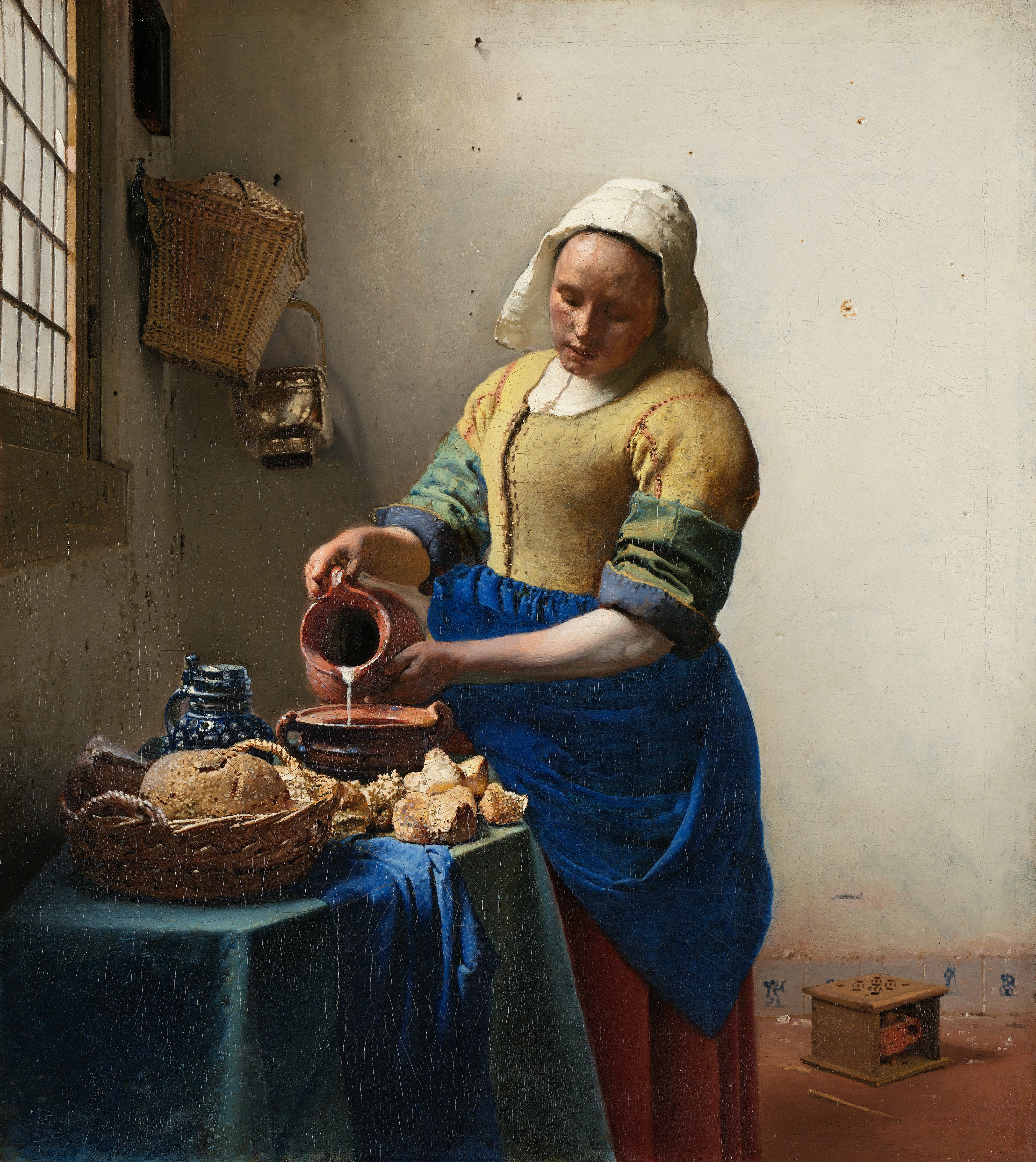
Het melkmeisje - Johannes Vermeer
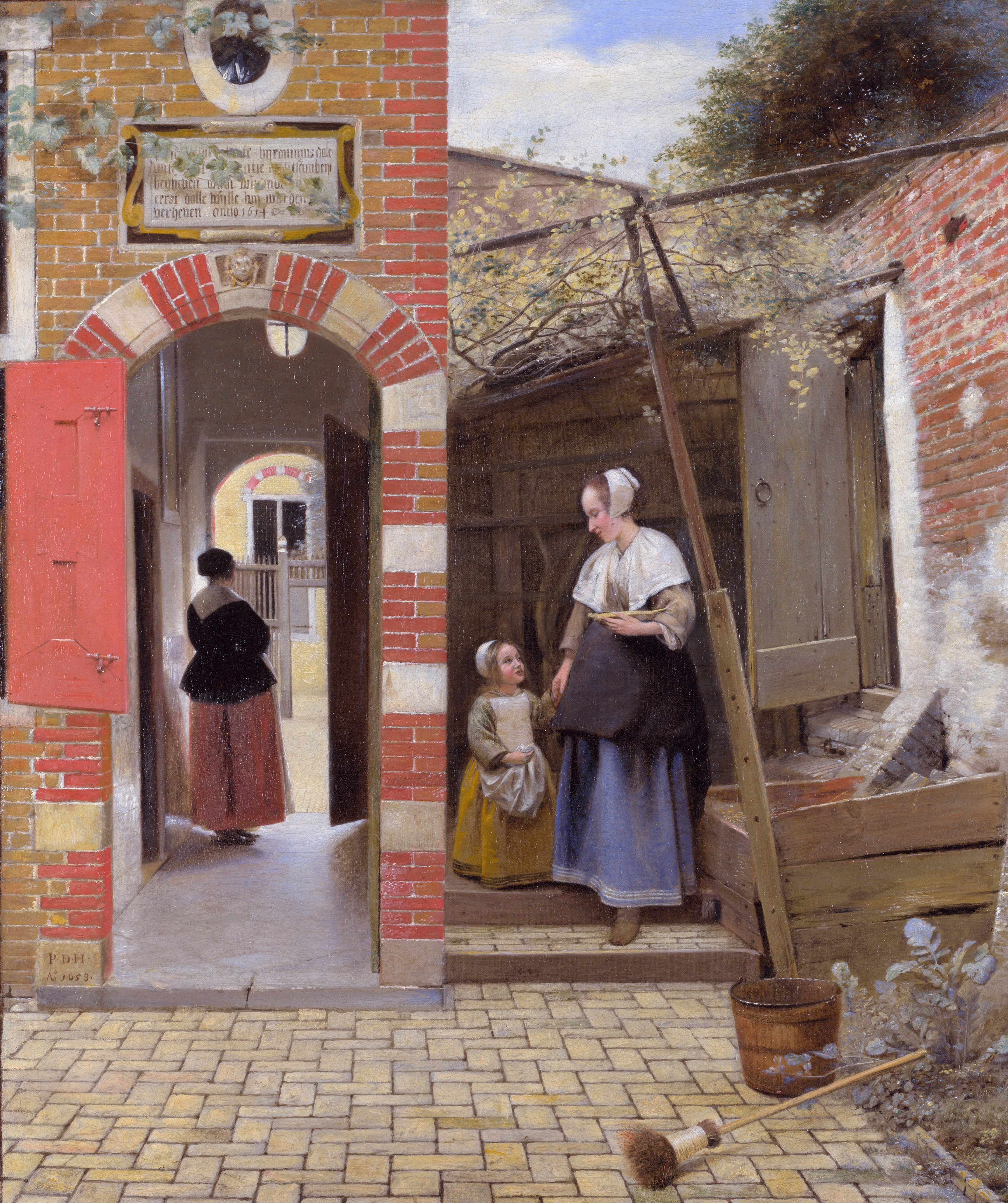
De binnenplaats van een huis in Delft